# Anastazij I. Dikor
Anastazij I. Dikor (latinsko Flavivs Anastasivs Dicorvs Avgvstvs, grško Ἀναστάσιος [Anastásios]) je bil bizantinski cesar, ki je vladal od leta 491 do 518,  * okoli 431, † 9. julij 518. 
Med svojo vladavino je močno utrdil vzhodno mejo cesarstva in v Mezopotamiji zgradil trdnjavo Dara, ki naj bi bila protiutež perzijski trdnjavi Nisibis. V Draču, enem od najbolj utrjenih mest na jadranski obali, je zgradil grad.

## Poreklo
Rojen je bil  v Draču, v latinsko govorečem delu Balkana. Datum njegovega rojstva ni znan, zelo verjetno pa ni bil rojen po letu 430 ali 431. Njegova družina je bila ilirskega porekla. Oče Pompej (rojen okoli 410) je bil draški plemič. Mati Anastazija Konstantina (rojena okoli 410) je bila arijanka in daljna sorodnica Konstancija Gala, mlajšega sovladarja (cezarja) vzhodnorimskega cesarja Konstancija II..
Anastazij je imel eno oko črno, drugo pa modro (heterokromija)  zato je dobil vzdevek Dikor (grško Δίκορος, dobesedno z dvema zenicama).

## Vzpon na prestol
Ob  smrti cesarja Zenona (491) je bil Anastazij na zelo visokem dvornem položaju silenciarija. Na prestol Vzhodnega rimskega cesarstva je prišel s pomočjo Zenonove vdove Ariadne, ki je izbrala njega in ne Zenonovega brata Longina. 20. maja 491 sta se poročila. 
Njegovo vladavino so od samega začetka  zaznamovale vojne in verski spori. Med prebivalstvom je bil priljubljen zaradi preudarne davčne politike in učinkovite državne uprave. 

## Zunanja politika in vojne
Anastazij je sprožil izavrijsko (sirsko) vojno proti uzurpatorju Longinu in tako imenovano Anastazijevo vojno proti sasanidski Perziji.
Izavrijsko vojno (492-497) so povzročili izavrijski pristaši Zenonovega brata Longina, ker ni nasledil bratovega cesarskega položaja. Upor se je po bitki pri Kotieju (sodobna Kütahya, Turčija) zlomil, gverilska vojna pa je trajala še nekaj let.
V Anastazijevi vojni (502–505) so Sasanidi osvojili Teodoziopolis  in Amido. Med bizantinskim osvajanjem izgubljene Amide so zelo trpele tudi bližnje perzijske province. Po bizantinski osvojitvi Amide sta bili obe sprti strani  povsem izčrpani in sta leta 506 sklenili mir na osnovi statusa quo. Anastazij je nato v Mezopotamiji zgradil močno trdnjavo Daras, ki naj bi zadrževala Perzijce v Nisibisu. 
Balkanske province so medtem opustošili Slovani in Bolgari. Cesar je za obrambo Konstantinopla pred njimi zgradil Anastazijev zid, ki se je raztezal od Proponta do Črnega morja.

## Notranja in verska politika
Cesar je bil prepričan miafizit, ki je zagovarjal učenje patriarhov Cirila Aleksandrijskega in Severja Antioškega o enem bistvu Kristusa in Boga očeta in nedeljivi povezavi med njegovo božansko in človeško naravo. Njegova verska politika je bila kljub temu strpna. Leta 482 je objavil Henotikon (Akt o enotnosti), s katerim je poskušal pomiriti svoje podložnike oziroma ponovno vzpostaviti enotnost krščanske Cerkve, v kateri se je vedno bolj poglabljal razkol med »pravovernimi« pripadniki nicejske veroizpovedi in miafiziti. Nasilne demonstracije so ga prisilile, da je leta 512 spremenil versko politiko in sprejel miafizitizem.
Njegova odločitev je povzročila nezadovoljstvo v evropskih provincah, katero je izkoristil general Vitalijan in organiziral nevaren upor (514–515), v katerem so sodelovale tudi horde Hunov. Upor so po pomorski zmagi generala  in pretorijanskega prefekta Marina kmalu zatrli. 

## Izbiranje naslednika
Valezijev anonim pripoveduje, da se cesar ni mogel odločiti, kateri od treh nečakov ga bo nasledil, zato je pod zofo skril sporočilo  in povabil na obisk svoje nečake. V prostoru sta bili še dva drugi zofi. Naslednik naj bi postal tisti, ki bi se vsedel na zofo s skritim sporočilom. Ko so ga obiskali nečaki, sta se dva vsedla na isto zofo in zofa s sporočilom  je ostala prazna. 
Cesar  je zadevo v molitvi prepustil Bogu in se nato odločil, da bo njegov naslednik tisti, ki bo naslednje jutro prvi vstopil v sobo. Prvi je vstopil poveljnik cesarske garde Justin. Zgodba v bistvu govori o tem, da Anastazij verjetno nikoli ni pomislil, da bo njegov naslednik Justin, in da se je o njegovem nasledstvu odločalo šele po njegovi smrti. 
Anastazij je umrl brez naslednika. Pokopan je v cerkvi Svetih Apostolov v Konstantinoplu.  
Ob njegovi smrti je bila državna zakladnica bogatejša za  23 milijono solidov ali 320 tisoč funtov zlata.

## Reforma bizantinskega denarnega sistema
Anstazij je leta 498 reformiral zapleten bizantinski denarni sistem, ki se je v 5. stoletju delno sesul. V sistem je uvedel  tri zlatnike: solidus  (4,45 g), semis (1,9 g) in tremis (1,5 g)  in pet  bakrenih kovancev:  folis, ki je bil vreden 40 numusov, in njegove ulomke do 1 numusa.
Anastazijev kovanec za 40 numusov je upodobljen na sodobnem makedonskem kovancu zo 50 danarjev, izdanem leta 1996.